# ماركوس دين
ماركوس دين (بالهولندية: Marcus Deen)‏ هو متزلج فني هولندي، ولد في 5 أغسطس 1973 في زوترمير في هولندا.